# Pyrénées-Atlantiques
Pyrénées-Atlantiques („atlantické Pyreneje“) je francouzský departement ležící v regionu Nová Akvitánie. Hlavní město je Pau.

## Geografie

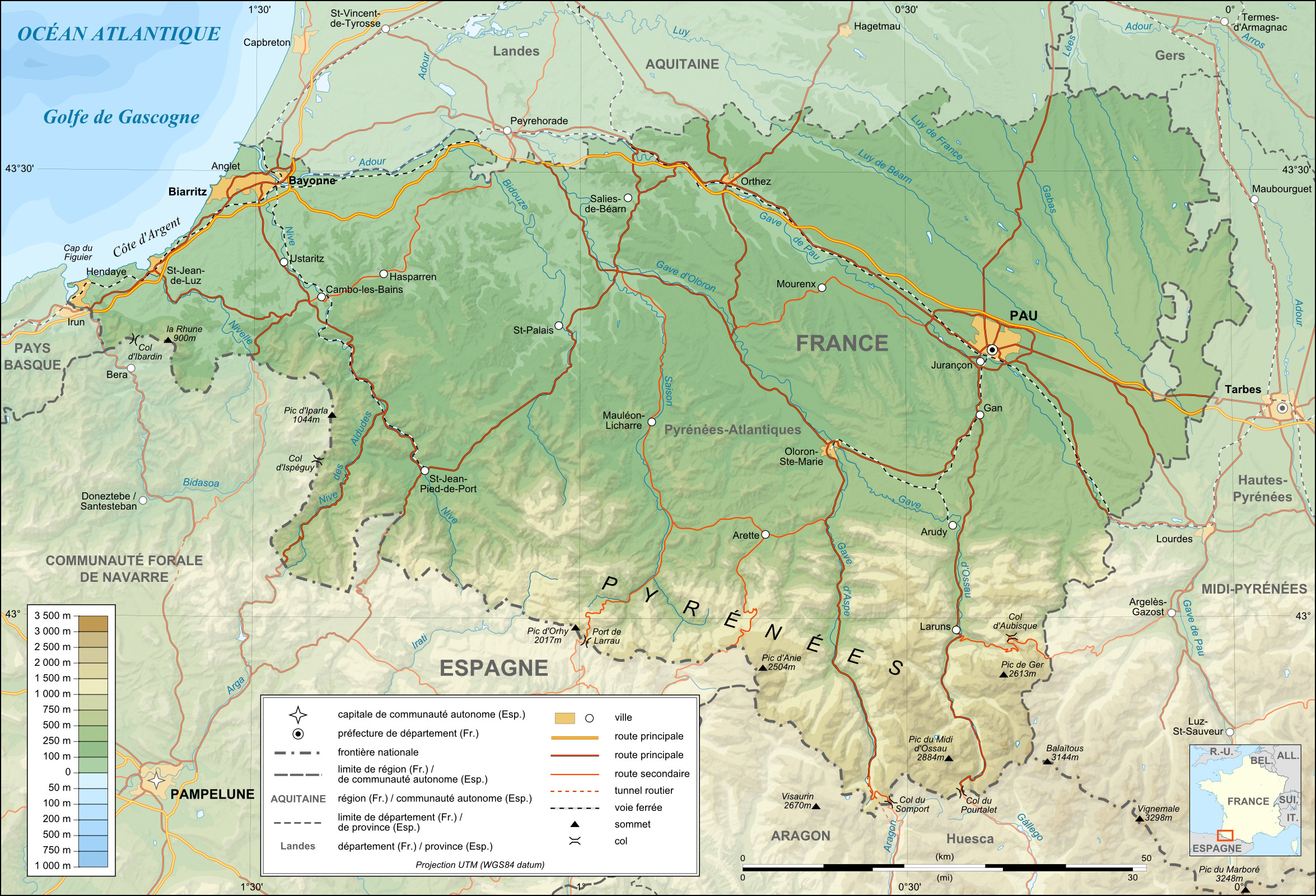
Mapa

## Nejvýznamnější města
Města nad 10 000 obyvatel v roce 1999:
- Pau (78.732)
- Bayonne (40.078) (bask. Baiona)
- Anglet (35.263) (bask. Angelu)
- Biarritz (30.055) (bask. Miarritze)
- Billère (13.398)
- Saint-Jean-de-Luz (13.247) (bask. Donibane Lohitzun)
- Hendaye (12.596) (bask. Hendaia)
- Lons (11.154)
- Oloron-Sainte-Marie (10.992)
- Orthez (10.121)

## Historie
Basses-Pyrénées je jedním z 83 departementů vytvořených během Francouzské revoluce 4. března 1790 aplikací zákona z 22. prosince 1789.
V roce 1969 byl přejmenovaný na Pyrénées-Atlantiques.